# Línea 601 (TMV)
La línea 601 del Transporte Metropolitano de Valparaíso une el 1° Sector de la CORVI en Playa Ancha con Villa Primavera en Concón.
Abastece también Playa Ancha, Gran Bretaña, Valparaíso, Viña del Mar, Reñaca, Cochoa, Higuerillas y Concón.
Su recorrido es similar a la línea 602, a diferencia que la línea 601 pasa por Costa en vez de subir por Ositos.

## Historia
La línea 601 tiene sus orígenes en principios de los 2000. Es heredera de la línea 1-A de Buses Central Placeres que surgió frente a la desaparición de la línea 9 de la misma empresa que cubría Plaza Vergara y Concón por la Costa.
Con la creación del Transporte Metropolitano de Valparaíso en el año 2007, la línea 1-A pasó a ser la línea 601.

## Principales avenidas que recorre
- Calle Levarte
- Avenida Playa Ancha
- Avenida Altamirano
- Avenida Errázuriz
- Avenida España
- Par vial Álvarez/Viana
- Avenida Libertad
- Avenida Jorge Montt
- Avenida Borgoño

## Conexión con Metro de Valparaíso
- Estación Puerto
- Estación Bellavista
- Estación Francia
- Estación Barón
- Estación Portales
- Estación Recreo
- Estación Miramar
- Estación Viña del Mar

- Datos: Q56377435